# Бранчвил (Њу Џерзи)
Бранчвил (енгл. Branchville) град је у америчкој савезној држави Њу Џерзи.

## Демографија
По попису из 2010. године број становника је 841, што је 4 (-0,5%) становника мање него 2000. године.
| Група             | 2000.       | 2010.       |
| Белци             | 826 (97,8%) | 788 (93,7%) |
| Афроамериканци    | 1 (0,1%)    | 3 (0,4%)    |
| Азијати           | 3 (0,4%)    | 9 (1,1%)    |
| Хиспаноамериканци | 11 (1,3%)   | 33 (3,9%)   |
| Укупно            | 845         | 841         |